# Battaglia della Sega
La Battaglia della Sega è stato un importantissimo evento, per lo più fu un lungo assedio che una battaglia durante il periodo della Guerra dei Mercenari, tra la stessa Cartagine e i suoi mercenari ribelli della Prima guerra punica. L'etimologia del suo nome prende spunto dal luogo di cui si svolse il conflitto, un canyon dalla forma simile ad una sega.